# كريست ألفونس
كريست ألفونس (مواليد 6 أكتوبر 2001 في ساحل العاج) لاعب كرة قدم إفواري يلعب في مركز الظهير الأيسر. 
لعب في الفئات السنية في نادي شباب الأهلي ونادي اتحاد كلباء .

## روابط خارجية
- كريست ألفونس على موقع Soccerway.com (الإنجليزية)